# Bahnhof Barnstaple

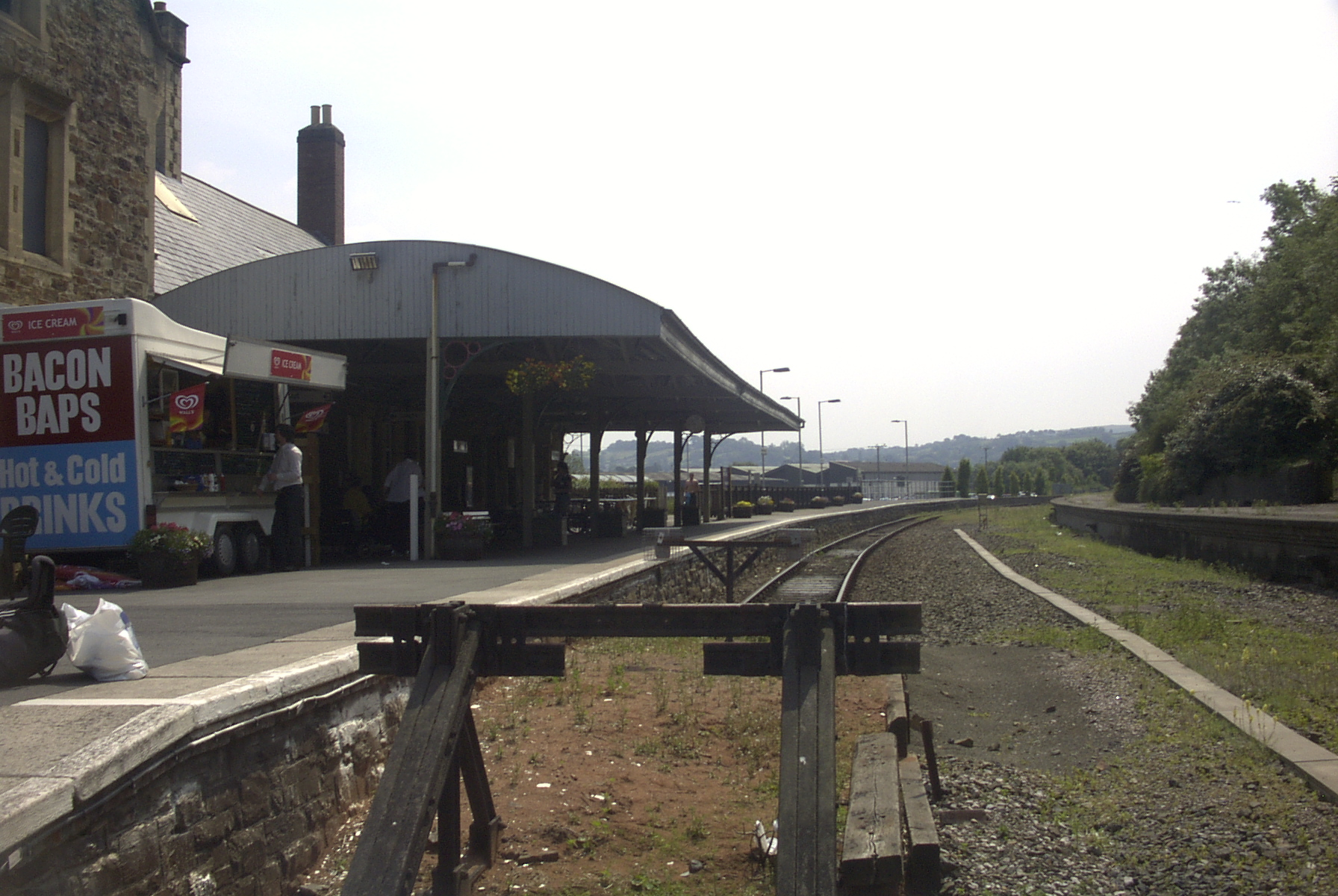
Der Bahnhof von Barnstaple, England

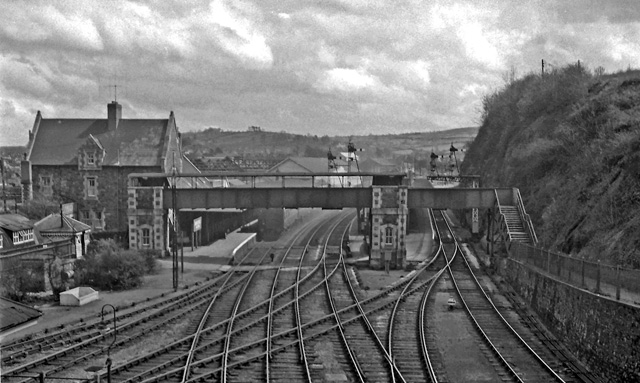
Der Bahnhof Barnstaple um 1964

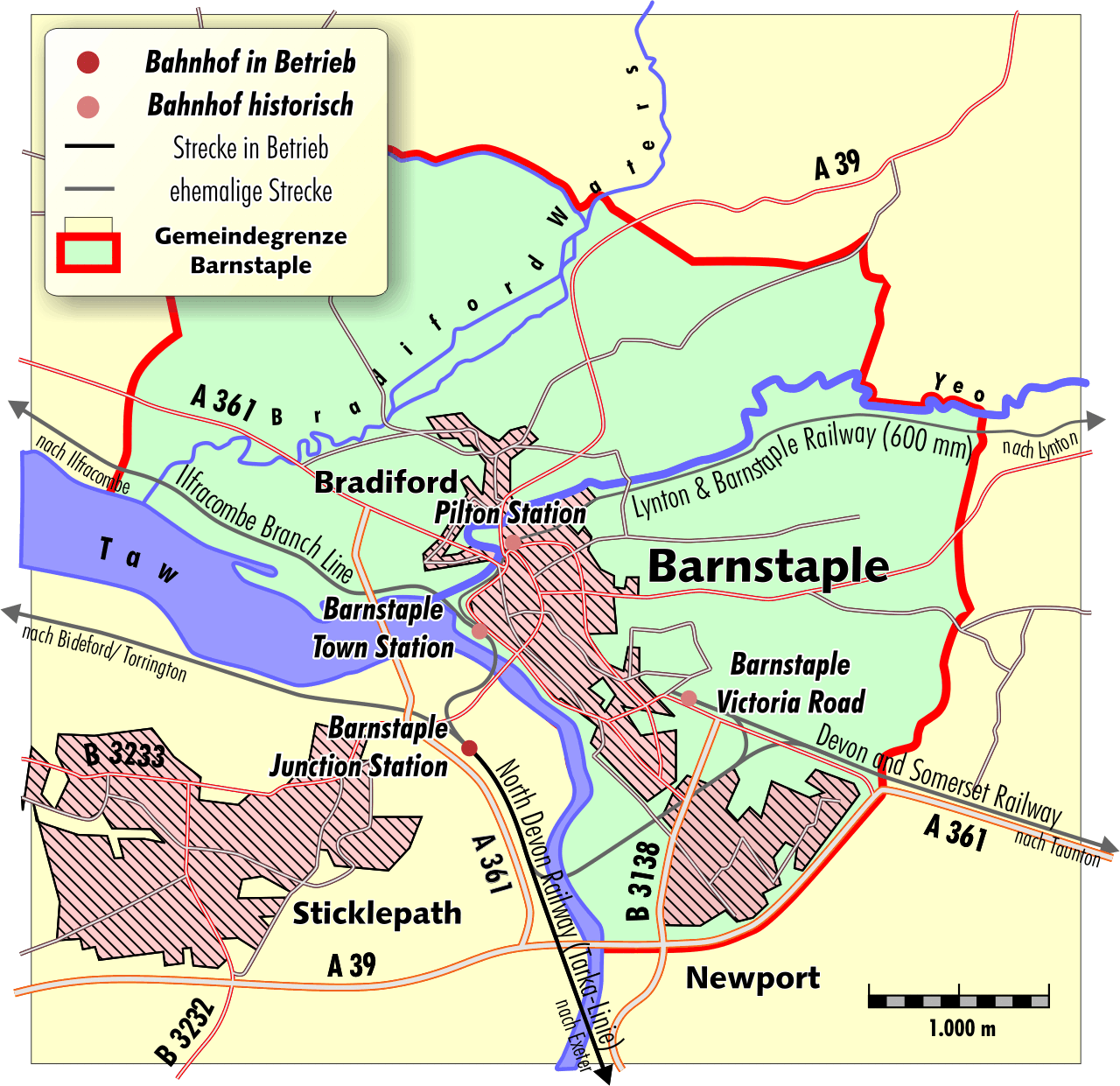
Barnstaple mit seinen (überwiegend historischen) Eisenbahnen und Bahnhöfen

Der Bahnhof Barnstaple ist Endbahnhof der Tarka Line und liegt in Barnstaple nordwestlich von Exeter in der Grafschaft Devon in Großbritannien. Normalerweise wird der Bahnhof werktags von elf und sonntags von sechs Zügen bedient; diese führen über Exeter, wo Anschluss an die Hauptlinie besteht, nach Exmouth. Ein Fußweg führt vom Bahnhof zum Fahrradweg, welcher auf der stillgelegten Bahnstrecke nach Bideford verläuft. Der Bahnhof wird von der Eisenbahngesellschaft First Great Western bedient. 

## Geschichte
Seit August 1848 wurden Güter vom Quay von Fremington mit einer normalspurigen Pferdebahn nach Barnstaple transportiert. Am 1. August 1854 wurde die in der Breitspur der Great Western Railway ausgeführte North Devon Railway von Barnstaple nach Crediton für den Personenverkehr eröffnet, damit erhielt Barnstaple am heutigen Standort seinen ersten Bahnhof. Unter Nutzung und Umspurung der Pferdebahn wurde am 2. November 1855 der Verkehr über Fremington hinaus bis Bideford ausgedehnt. Es war geplant, die Strecke bis Okehampton über Great Torrington und Halwill Junction zurückzuführen. Erst 1872 wurde die Linie lediglich bis Great Torrington verlängert, die dort anschließende North Devon and Cornwall Junction Light Railway bis nach Halwill ging erst 1925 in Betrieb.
1862 übernahm die London and South Western Railway (LSWR) die North Devon Railway. Da die übrigen LSWR-Strecken in Normalspur ausgeführt waren, ließ die Gesellschaft die Strecke bis Bideford im Folgejahr mit einer dritten Schiene ausrüsten. Seitdem waren umsteigefreie Verbindungen zwischen London und Barnstaple möglich.
Am 20. Juli 1874 wurde Barnstaple Junction offiziell umbenannt und der Personenverkehr der abzweigenden Ilfracombe Branch Line eröffnet. Sie überquerte nach einer großen 90°-Kurve den Fluss Taw zum Bahnhof Barnstaple Quay, der 1892 bei Eröffnung der dort beginnenden schmalspurigen Lynton and Barnstaple Railway in Bahnhof Barnstaple Town umbenannt wurde. Diese Station fungiert heute als Einkaufszentrum.
Die Devon and Somerset Railway hatte 1873 eine Strecke von Taunton nach Barnstaple eröffnet, die einen eigenen Bahnhof (Barnstaple Victoria Road) östlich der Stadt ohne Verbindung zur Strecke der LSWR erhalten hatte. Um durchgehende Züge bis nach Ilfracombe anbieten zu können, entstand 1887 eine Verbindungskurve zwischen beiden Bahnhöfen. 1960 schloss British Railways den Bahnhof Victoria Road, seitdem verkehrten alle Züge von und nach Taunton über den Bahnhof Barnstaple Junction.
Im Zuge der Beeching-Axt stellte British Railways 1965 den Personenverkehr zwischen Barnstaple und Halwill Junction ein, der Güterverkehr bis Great Torrington verblieb noch bis 1982. Ein Jahr später endete der Betrieb auf der Strecke nach Taunton. 1970 wurde auch die Strecke nach Ilfracombe geschlossen. Der Bahnhof Barnstaple ist seitdem Endpunkt im Personenverkehr. Von den bis zur Einstellung der Strecken nach Ilfracombe, Taunton und Bideford vorhandenen vier Durchgangsgleisen und drei Bahnsteigen ist lediglich noch das Gleis am Hausbahnsteig am Empfangsgebäude vorhanden.